# Lofentanilo
El lofentanilo es uno de los analgésicos opioides más potentes que se conocen y es un análogo del fentanilo, que se desarrolló en 1960. Es muy similar al carfentanilo, opioide altamente 
potente (4-carbometoxifentanilo), solo que un poco más potente. El lofentanilo se puede describir como 3-metilcarfentanilo o 3-metil-4-carbometoxifentanilo. Si bien el 3-metilfentanilo es considerablemente más potente que el propio fentanilo, el lofentanilo es solo un poco más fuerte que el carfentanilo. Esto sugiere que la sustitución en las posiciones 3 y 4 del anillo de piperidina introduce un impedimento estérico que evita que la afinidad por el opioide μ aumente mucho más. Al igual que con otros derivados de fentanilo sustituidos en 3, como el ohmefentanilo, la estereoisomería del lofentanilo es muy importante, ya que algunos estereoisómeros son mucho más potentes que otros.
El lofentanilo es muy similar a carfentanilo en efectos, pero tiene una acción de mayor duración. Esto lo hace inadecuado para la mayoría de las aplicaciones prácticas, siendo el carfentanilo el agente preferido para tranquilizar a los animales grandes y los derivados de acción corta como el sufentanilo o el remifentanilo para uso médico en procedimientos quirúrgicos humanos. La larga duración y alta lipofilicidad del lofentanilo se ha sugerido como una ventaja para ciertos tipos de analgesia, pero la principal aplicación del lofentanilo en la actualidad es la investigación de los receptores opioides.
Los efectos secundarios de los análogos de lofentanilo son similares a los del propio fentanilo, e incluyen picazón, náuseas y depresión respiratoria potencialmente grave, que puede poner en peligro la vida. Los análogos de fentanilo han matado a cientos de personas en toda Europa y las antiguas repúblicas soviéticas desde que comenzó el resurgimiento más reciente en Estonia a principios de la década de 2000, y siguen apareciendo nuevos derivados. Los efectos secundarios del lofentanilo podrían ser particularmente problemáticos debido a su larga duración de acción. Otro efecto secundario característico del fentanilo y sus derivados es su tendencia a inducir tolerancia rápidamente, debido a su alta afinidad de unión que desencadena una rápida internalización de los receptores de opiáceos activados de forma crónica. Se podría esperar que esto sea un problema particular con el lofentanilo, ya que no solo es uno de los fármacos más potentes de la serie, sino que también tiene una acción más prolongada que la mayoría de los otros análogos del fentanilo, lo que significa que el desarrollo de tolerancia desencadenado por la sobreactivación del receptor podría ser rápido.
Además de actuar sobre el receptor opioide μ, también se ha encontrado que el lofentanilo actúa como un agonista completo del receptor opioide κ (Ki = 8.2 nM; EC50 = 153 nM; Emax = 100%).